# De robijn in de rook
De robijn in de rook (ook uitgebracht als Het raadsel van de robijn) is een boek van Philip Pullman uit 1985. De oorspronkelijke Engelstalige titel is The Ruby in the Smoke.

## Verhaal
Het verhaal speelt zich af in 1872 in het victoriaans Londen. Sally Lockhart is een 16-jarig meisje. Haar vader is net gestorven, maar hij heeft Sally nog een brief geschreven waarin hij een geheim deels verklapt. Sally wil dit geheim onthullen, maar stuit veelal op haar vijand, Mevrouw Holland.